# Le Bas-Ségala
Le Bas-Ségala es una comuna nueva francesa situada en el departamento de Aveyron, de la región de Occitania.

## Historia
Fue creada el 1 de enero de 2016, en aplicación de una resolución del prefecto de Aveyron de 6 de noviembre de 2015 con la unión de las comunas de La Bastide-l'Évêque, Saint-Salvadou y Vabre-Tizac, pasando a estar el ayuntamiento en la antigua comuna de La Bastide-l'Évêque.

## Demografía
| Gráfica de evolución demográfica de Le Bas-Ségala entre 1800 y 2013 |
|                                                                     |

Los datos entre 1800 y 2013 son el resultado de sumar los parciales de las tres comunas que forman la nueva comuna de Le Bas-Ségala, cuyos datos se han cogido de 1800 a 1999, para las comunas de La Bastide-l'Évêque, Saint-Salvadou y Vabre-Tizac de la página francesa EHESS/Cassini. Los demás datos se han cogido de la página del INSEE.

## Composición
| Comuna delegada     | Código INSEE | Población (2013) | Superficie (km²) | Densidad (hab./km²) |
| ------------------- | ------------ | ---------------- | ---------------- | ------------------- |
| La Bastide-l'Évêque | 12021        | 820              | 44.16            | 19                  |
| Saint-Salvadou      | 12245        | 390              | 15.50            | 25                  |
| Vabre-Tizac         | 12285        | 428              | 22.67            | 19                  |